# Mike Mintenko
Michael "Mike" Mintenko (ur. 7 listopada 1975 w Moose Jaw) – kanadyjski pływak, specjalizujący się głównie w stylu dowolnym i motylkowym.
Wicemistrz świata z Montrealu w sztafecie 4 × 100 m stylem dowolnym. Brązowy medalista świata na krótkim basenie z Indianapolis w tej samej sztafecie. 3-krotny medalista Igrzysk Wspólnoty Brytyjskiej z Manchesteru. Srebrny medalista Mistrzostw Pacyfiku w sztafecie 4 × 100 m stylem zmiennym.
2-krotny uczestnik Igrzysk Olimpijskich: z Sydney (5. miejsce na 100 m motylkiem, 7. miejsce w sztafecie 4 × 200 m stylem dowolnym oraz 6. miejsce w sztafecie 4 × 100 m stylem zmiennym oraz Aten (12. miejsce na 100 m delfinem, 9. miejsce w sztafecie 4 × 100 m stylem dowolnym i 10. miejsce w sztafecie 4 × 100 m stylem zmiennym.
Jest mężem amerykańskiej pływaczki Lindsay Benko.